# Revwattsia fragilis
Revwattsia fragilis là một loài thực vật có mạch trong họ Dryopteridaceae. Loài này được (Watts) D.L. Jones miêu tả khoa học đầu tiên năm 1998.